# Nannolaphria
Nannolaphria is een vliegengeslacht uit de familie van de roofvliegen (Asilidae).

## Soorten
- N. nigra Londt, 1977